# Un conte de Canterbury
Un conte de Canterbury (títol original en anglès: A Canterbury Tale) és una pel·lícula britànica de Michael Powell i Emeric Pressburger, estrenada el 1944. Ha estat doblada al català.

## Argument
La història gira al voltant de tres joves: el sergent britànic Peter Gibbs (Dennis Price), el sergent americà Bob Johnson (interpretat per un verdader sergent, de nom John Sweet), i una land girl, Miss Alison Smith (Sheila Sim). Molt tard un divendres, el grup arriba a l'andana d'una estació d'una petita ciutat fictícia de Kent, de nom Chillingbourne, prop de Canterbury. Peter és en un camp militar proper, Alison ha de començar a treballar en una granja de la regió, pel que fa a Bob ha baixat del tren per error, quan ha sentit anunciar «Canterbury pròxima parada» pensant que havia arribat a Canterbury. Quan tots tres surten de l'estació, Alison és atacada per un misteriós home d'uniforme que, abans de fugir, li escampa cola als cabells. Sembla que l'incident ja s'ha produït algunes vegades abans. Alison pregunta a Bob si es pot quedar a Chillingbourne durant el cap de setmana per ajudar-lo a resoldre el misteri. L'endemà, mentre condueix un carretó pels camps, Alison troba Peter. Alison accepta tornar a veure Peter. Els tres decideixen investigar sobre l'agressió, ajudats per gent del lloc, entre els quals diversos nois que juguen a la guerra a gran escala...

## Repartiment
- Eric Portman: Thomas Colpeper
- Sheila Sim: Alison Smith
- Dennis Price: Peter Gibbs
- Sergeant John Sweet: Bob Johnson
- Esmond Knight: El narrador (excepte versió US)/ Soldat Seven-Sisters/ l'idiota del poble
- Charles Hawtrey: Thomas Beckett
- Hay Petrie: Woodcock
- George Merritt: Ned Horton
- Edward Rigby: Jim Horton
- Freda Jackson: Prudence Honeywood
- Raymond Massey: El narrador (versió US)